# Центрально-европейская ассоциация свободной торговли
Центрально-европейская ассоциация свободной торговли — организация свободной торговли, преемник Вышеградского соглашения между странами, не являющимися членами Европейского союза.

## История образования
В феврале 1991 года в результате встречи на высшем уровне Венгрии, Польши и Чехословакии в венгерском Вишеграде образована субрегиональная организация, не предусматривающая создания постоянных органов. Эта организация впоследствии была названа Вишеградской группой. Создание Вишеградской группы, инициатором которой считается премьер-министр Чехии Вацлав Клаус, было предопределено необходимостью развития внутрирегиональной торговли и объединения усилий по подготовке интеграции в Европейский союз в условиях развала прежних интеграционных структур и проблематичности быстрой переориентации торговых потоков на Запад.
В декабре 1992 года Венгрия, Польша, Словакия и Чехия подписали Центральноевропейское соглашение о свободной торговле, ЦЕФТА (англ. Central European Free Trade Agreement, CEFTA), которое вступило в силу 1 марта 1993 года.
Первоначально страны-участницы не предполагали принятия новых членов, но впоследствии такая возможность была предоставлена странам, удовлетворяющим трём основным требованиям:
- наличие торгового договора с ЕС или статус ассоциированного члена Европейского союза;
- членство в ВТО или ГАТТ;
- наличие двусторонних договоров о свободной торговле с каждой из стран — участниц соглашения.

С 1 января 1996 года очередной стороной соглашения стала Словения, с 1 июля 1997 года — Румыния, а с 1 января 1999 года — Болгария.
Цель ЦЕФТА — стимулирование развития торгово-экономических, научно-технических и кооперационных связей внутри блока с перспективой создания к 2002 году зоны свободной торговли. В то же время внутрирегиональная интеграция рассматривается не как самоцель, а как промежуточный этап вступления в ЕС, позволяющий нивелировать некоторые проблемы, связанные с тем, что экономики стран — участниц ЦЕФТА скорее однотипны, чем взаимодополняемы, их рынки бедны капиталом, ограничены в сфере высоких технологий, дефицитны по сырьевым (в том числе и по энергетическим) ресурсам. Кроме того, страны — участницы ЦЕФТА имеют крупное отрицательное сальдо внешней торговли, большая часть которого приходится на страны ЕС. Эти и другие экономические проблемы разрешаются не в рамках ЦЕФТА, а именно в проходящем в настоящее время процессе интеграции в ЕС. Предпринимаются также шаги по сближению законодательства стран ЦЕФТА с нормами Евросоюза.

## Международная торговля
Развитие ЦЕАСТ обусловлено объективными трудностями и стремлением стран-участниц интегрироваться в западноевропейские структуры. В этой связи не было принято предложение Словакии о создании институциональных органов Соглашения.
В то же время за период действия ЦЕФТА существенно ускорился процесс ликвидации барьеров во взаимной торговле стран-участниц по сравнению с первоначальными записями в Соглашении, что нашло формальное отражение в последующих дополнительных протоколах.
С 1 января 1997 года в рамках ЦЕФТА практически существует зона свободной торговли для большинства промышленных изделий, за исключением чувствительных товаров с более длительной тарифной защитой, постепенно ликвидируемой не позже 2002 г. Это относится прежде всего к странам — основателям ЦЕАСТ, так как для товаров из стран, присоединившихся позже, степень защиты несколько шире. Особенно это касается Румынии и Болгарии, основной этап либерализации торговли с которыми начался с 1 января 1999 года. Например, Польша относит к чувствительным товарам продукцию автомобилестроения, а также нефтепродукты и некоторые стальные изделия.
Для сельскохозяйственных товаров ЦЕФТА предусматривает не создание зоны свободной торговли, а частичную и выборочную либерализацию, масштаб которой был расширен с 1 января 1996 года в соответствии с Дополнительным протоколом № 3. В результате этого в начале 1999 года тарифные преференции охватывали свыше 90 % сельскохозяйственных товаров, часть которых реализовывалась беспошлинно в рамках общего списка «А», часть — по пониженной и общей для всех стран ставке (список «В»), а торговля товарами из списка «С» осуществлялась на основе двусторонних соглашений. Часть сельскохозяйственных товаров не была охвачена никакими преференциями.
Степень либерализации товарооборота сельскохозяйственных продуктов в рамках ЦЕФТА гораздо ниже, чем промышленных товаров.
Учитывая специфику сельскохозяйственных рынков, страны — участницы ЦЕФТА согласовали возможность применения в определённых ситуациях защитных средств для сельскохозяйственных товаров. Так, например, Польша в 1997 г. отменила тарифные преференции на крахмал и изделия из него для всех стран ЦЕФТА, а в 1998 году преференции в импорте сахара из Чехии, кукурузы посевной и кормовой из Венгрии, кукурузы кормовой из Чехии и Словакии, а также томатной пасты из Чехии, Словакии и Венгрии. В 1998 году Словения и Румыния также повысили таможенную пошлину на венгерскую пшеницу (Румыния ещё и на пшенично-ржаную муку), а Чехия и Словения установили её минимальный размер и т. д.
С момента последней встречи премьер-министров стран ЦЕФТА в Праге в 1998 году, на которой формально была приостановлена либерализация торговли сельскохозяйственными и продовольственными товарами, условия торговли ими в рамках Соглашения значительно усложнились. Это объясняется тем, что в разных странах — участницах ЦЕФТА результат либерализации торговли сельскохозяйственными товарами был различным. Только Венгрия (благодаря развитой системе субсидий), а также Чехия имеют положительное сальдо торговли этими товарами, а остальные страны — дефицит. Кроме того, все страны ЦЕФТА были плохо подготовлены к этой либерализации, поскольку рынок предварительно не был изучен. Часто доходило просто до взаимной переброски излишков продовольствия. Не было никакой координации сельскохозяйственной политики. Это привело к необходимости создания подкомитета ЦЕФТА по вопросам торговли сельскохозяйственной продукцией, который начал функционировать во второй половине 1999 года.
В то же время в результате реализации Соглашения значительно восстановился и получил развитие взаимный товарообмен. Например, товарооборот Польши с государствами ЦЕФТА увеличился более чем в три раза.
При сотрудничестве в рамках ЦЕФТА основное внимание уделяется проблемам, связанным со взаимной торговлей. Несмотря на то, что такие сферы сотрудничества, как предоставление услуг и перемещение капитала, нашли официальное отражение в Познанской декларации, принятой премьерами государств ЦЕФТА в ноябре 1994 года, реального сотрудничества в этих областях пока нет. Вопросы, связанные с этим, должны решаться на переговорах стран-участниц, так как проблематика основных экономических свобод (перемещения товаров, услуг, капиталов и лиц) рассматривается в соглашениях об объединении между отдельными государствами ЦЕФТА и ЕС. Главной целью стран — участниц ЦЕФТА является членство в Европейском Союзе, что в свою очередь связано с процессами приспособления к его законодательству, поэтому необходимо учитывать эту проблематику во взаимных отношениях в рамках ЦЕФТА.

## Члены организации
По состоянию на октябрь 2024 года членами ЦЕАСТ являются: Албания, Босния и Герцеговина, Македония, Молдавия, Сербия, Косово и Черногория.
Ранее в организацию входили: Болгария, Чехия, Венгрия, Польша, Румыния, Словакия, Словения и Хорватия. Они упразднили свой статус, вступив в ЕС.
| Страны-участницы     | Страны-участницы     | присоединились | вышли |
| -------------------- | -------------------- | -------------- | ----- |
| Польша               | Польша               | 1992           | 2004  |
| Венгрия              | Венгрия              | 1992           | 2004  |
| Чехословакия         | Чехия                | 1992           | 2004  |
| Чехословакия         | Словакия             | 1992           | 2004  |
| Словения             | Словения             | 1996           | 2004  |
| Румыния              | Румыния              | 1997           | 2007  |
| Болгария             | Болгария             | 1999           | 2007  |
| Хорватия             | Хорватия             | 2003           | 2013  |
| Северная Македония   | Северная Македония   | 2006           | —     |
| Албания              | Албания              | 2007           | —     |
| Босния и Герцеговина | Босния и Герцеговина | 2007           | —     |
| Молдова              | Молдова              | 2007           | —     |
| Черногория           | Черногория           | 2007           | —     |
| Сербия               | Сербия               | 2007           | —     |
| Республика Косово    | Республика Косово    | 2024           | —     |